# Stabhof
Stabhof ist ein Ortsteil der Gemeinde Altendorf im Oberpfälzer Landkreis Schwandorf, Bayern, und Mitglied der Verwaltungsgemeinschaft Nabburg.

## Geographie
Stabhof liegt im Schwarzachtal auf dem Südufer der Schwarzach, 700 Meter südwestlich der Staatsstraße 2040, 400 Meter südlich von Willhof und 2 Kilometer nordwestlich von Altendorf. Südwestlich von Stabhof erhebt sich der 465 Meter hohe Stabberg.

## Geschichte
Im Salbuch von 1473 wurde Stabhof (auch: Staabhof) zusammen mit Willhof und Konhof mit einer Steuer von 1 Pfund, 2 Schilling und 25 Pfennig aufgeführt. Im Amtsverzeichnis von 1596 erschien Stabhof zusammen mit Willhof mit 4 Höfen, 4 Halbhöfen, einem kleinen Gut und einer Mühle. Im Türkensteueranlagsbuch von 1606 waren für Stabhof 1 Hof, 1 Gut, 4 Ochsen, 3 Kühe, 1 Schwein, 7 Kälber, 4 Schafe und eine Steuer von 8 Gulden und 23 Kreuzer eingetragen.
Im Herdstättenbuch von 1721 erschien Stabhof mit 2 Anwesen, 2 Häusern und 2 Feuerstätten. Im Herdstättenbuch von 1762 erschien Stabhof mit 2 Herdstätten, 2 Inwohnern. 1792 hatte Stabhof 2 hausgesessene Amtsuntertanen. 1808 gab es in Stabhof 2 Anwesen und ein Hirtenhaus, alles zu Willhof gehörig.
1808 begann in Folge des Organischen Ediktes des Innenministers Maximilian von Montgelas in Bayern die Bildung von Gemeinden. Dabei wurde das Landgericht Nabburg zunächst in landgerichtische Obmannschaften geteilt. Stabhof kam zur Obmannschaft Schwarzach. Zur Obmannschaft Schwarzach gehörten: Schwarzach, Willhof, Luigendorf, Unterkatzbach, Stabhof und Unterkonhof.
Dann wurden 1811 in Bayern Steuerdistrikte gebildet. Dabei kam Stabhof zum Steuerdistrikt Willhof. Der Steuerdistrikt Willhof bestand aus den Dörfern Willhof und Schwarzach, der Einöde Stabhof, den königlichen Waldungen Herzogsberg und Hirschfleck und der zum Almosenstift Nabburg gehörenden Waldung in der Gürnitz. Er hatte 49 Häuser, 325 Seelen, 300 Morgen Äcker, 150 Morgen Wiesen, 200 Morgen Holz, 2 kleine Weiher, 12 Morgen öde Gründe und Wege, 4 Pferde, 61 Ochsen, 72 Kühe, 80 Stück Jungvieh, 60 Schafe und 45 Schweine.
Schließlich wurde 1818 mit dem Zweiten Gemeindeedikt die übertriebene Zentralisierung weitgehend rückgängig gemacht und es wurden relativ selbständige Landgemeinden mit eigenem Vermögen gebildet, über das sie frei verfügen konnten. Hierbei kam Stabhof zur Ruralgemeinde Willhof. Die Gemeinde Willhof bestand aus den Ortschaften Willhof mit 26 Familien und Stabhof mit 2 Familien. 1872 wurden die Ortschaften Marklhof und Unterkonhof aus der Gemeinde Altendorf der Gemeinde Willhof zugeteilt. Im Januar 1972 wurde die Gemeinde Willhof in die Gemeinde Altendorf eingegliedert.
Stabhof gehörte im 18. Jahrhundert zur Filialkirche Schwarzach der Pfarrei Altfalter und Schwarzach, Dekanat Nabburg. Ab 1838 gehörte es zur Filialkirche Willhof der Pfarrei Altendorf, Dekanat Nabburg.

## Einwohnerentwicklung ab 1818
| Jahr | Einwohner  | Gebäude |
| ---- | ---------- | ------- |
| 1818 | 2 Familien | k. A.   |
| 1828 | 8          | 2       |
| 1838 | 9          | 1       |
| 1864 | 11         | 5       |
| 1875 | 16         | 7       |
| 1885 | 12         | 2       |
| 1900 | 9          | 1       |
| 1913 | 10         | 1       |

| Jahr | Einwohner | Gebäude |
| ---- | --------- | ------- |
| 1925 | 8         | 1       |
| 1950 | 12        | 1       |
| 1961 | 12        | 1       |
| 1964 | 12        | 1       |
| 1970 | 7         | k. A.   |
| 1987 | 3         | 1       |
| 2011 | 5         | k. A.   |

## Tourismus
Stabhof liegt am Fränkischen Jakobsweg, am Bayerisch-Böhmischen Freundschaftsweg, der hier Teil der Südroute des Euregio-Egrensis-Radweges ist und mit dem Schwarzachtal-Radweg zusammenfällt.